# Vendelin Jurion

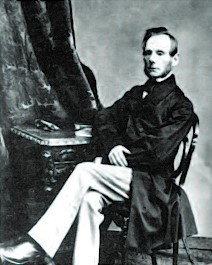
Vendelin Jurion

Vendelin Jurion (Bitburg, 4 juni 1806 - ?, 10 februari 1892) was een Luxemburgs politicus.

## Biografie
Vendelin Jurion werd op 4 juni 1806 geboren in (het thans in Duitsland gelegen) Bitburg. Hij studeerde rechten en was werkzaam als advocaat en districtsrechter in Diekirch. Later was hij lid van het hooggerechtshof van Luxemburg-Stad.
Vendelin Jurion was in 1837 met Joseph-Anton Schroell oprichter van de liberale krant Wochenblatt für Bürger und Landleute ("Weekblad voor Burgers en Landvolk"). Op 1 januari 1842 werd hij secretaris van de regering (Régence) (tot 1 augustus 1848). Hij had een groot aandeel in de totstandkoming van de grondwet van 1848. Op 1 augustus 1848 werd hij administrateur-generaal (dat wil zeggen minister) van Binnenlandse Zaken in de Regering-De la Fontaine. Hij bleef dit tot 2 december 1848. Van 23 september 1853 tot 24 mei 1856 was hij directeur-generaal (minister) van Binnenlandse Zaken in de kabinetten-Simons I en II.
Vendelin Jurion was na zijn ministerschap lid van de Kamer van Afgevaardigden (Chambre des Députés) en de Staatsraad (Conseil d'État). Van 15 maart 1871 tot 15 maart 1872 was hij voorzitter van de Staatsraad.
Begin 1892 overleed Vendelin Jurion overleed op 85-jarige leeftijd.